# Metsola (Vantaa)
Pour les articles homonymes, voir Metsola.
Metsola  est un quartier du district de Korso de Vantaa en Finlande,.

## Description
Metsola est situé dans la partie nord-est de Vantaa. 
Au sud se trouvent les quartiers de Matari et Mikkola, au nord Leppäkorpi et à l'est Jokivarsi.

## Galerie

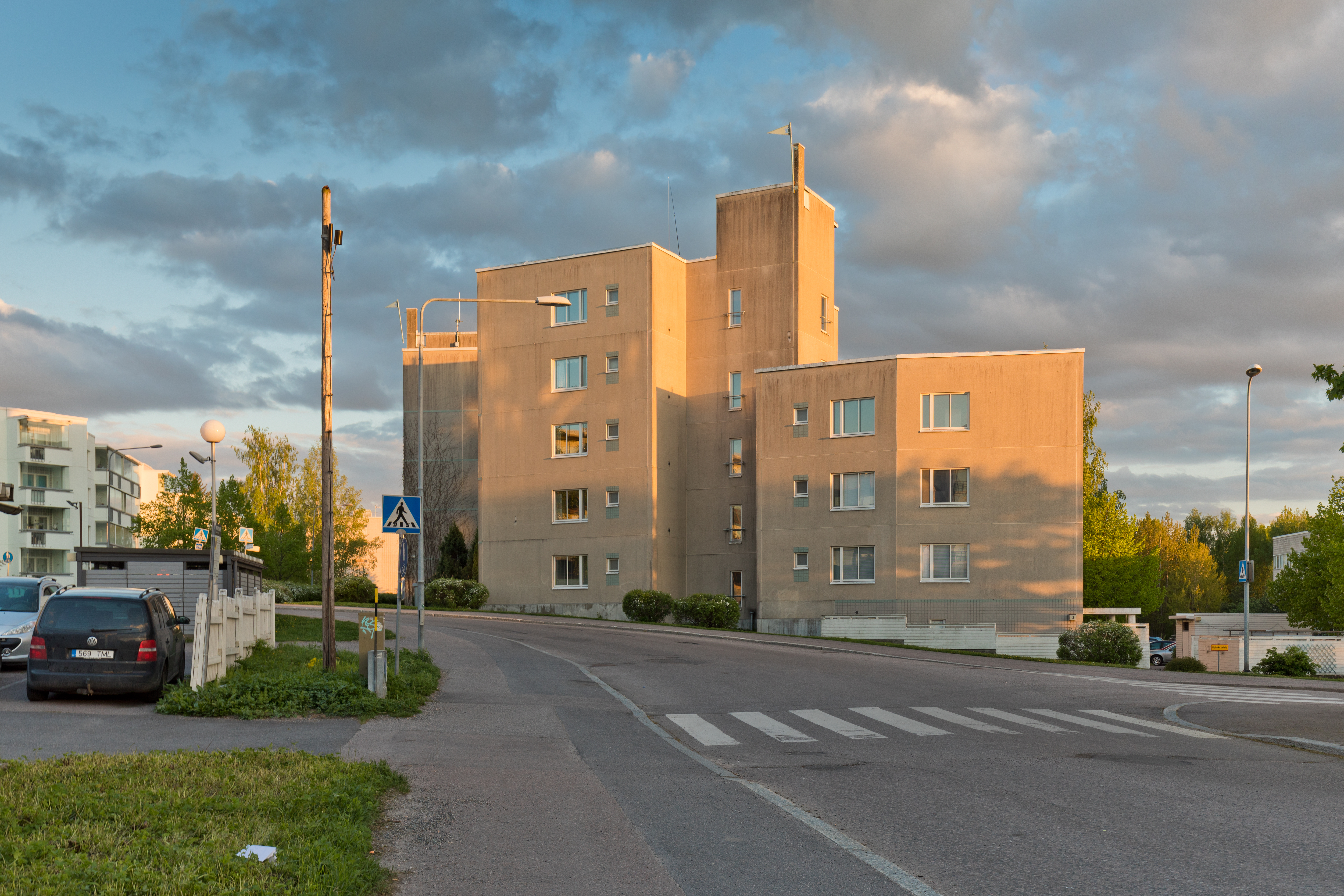
Rue Minkkikuja.
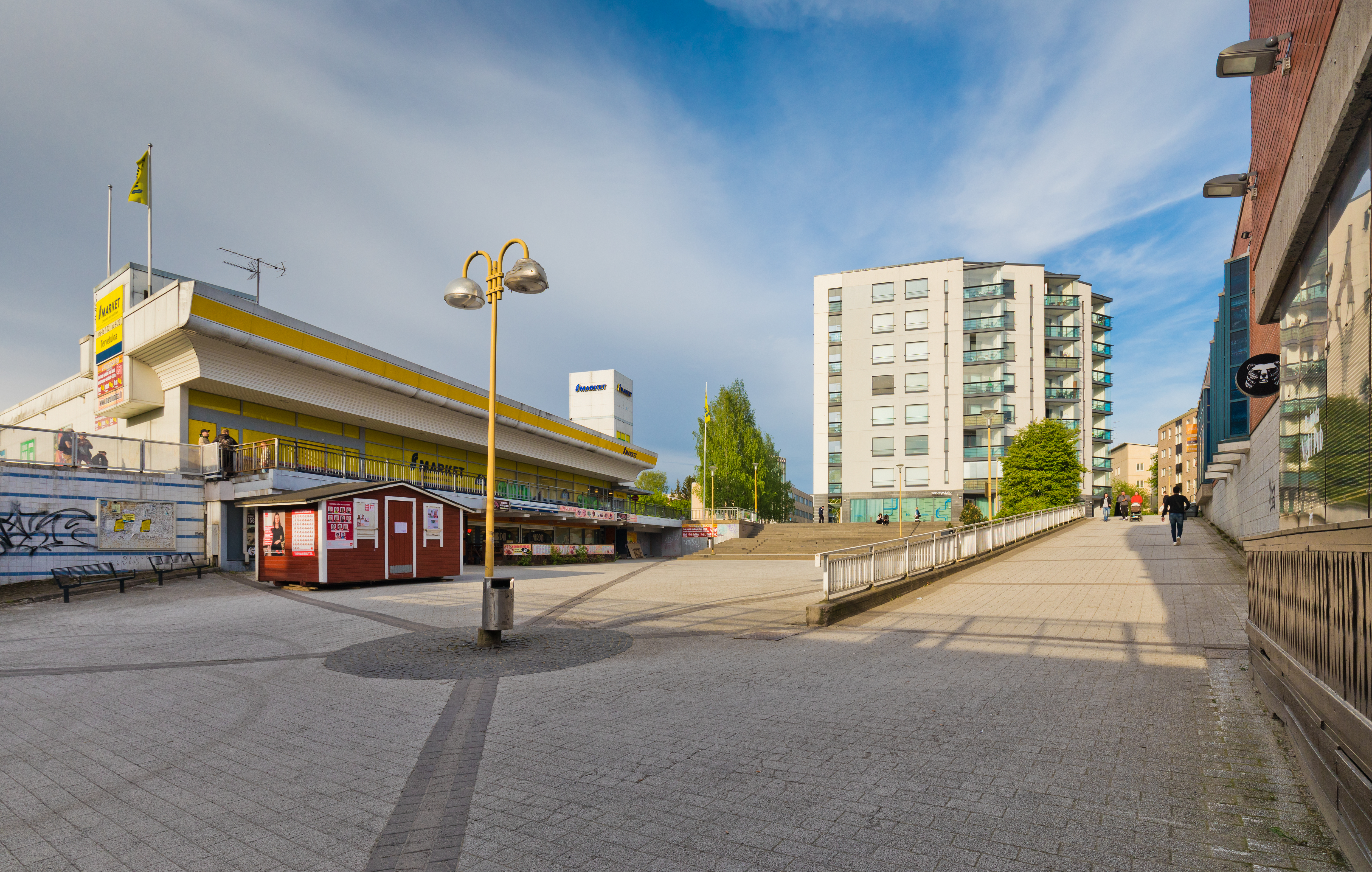
Place au bout de Korsonpolku.
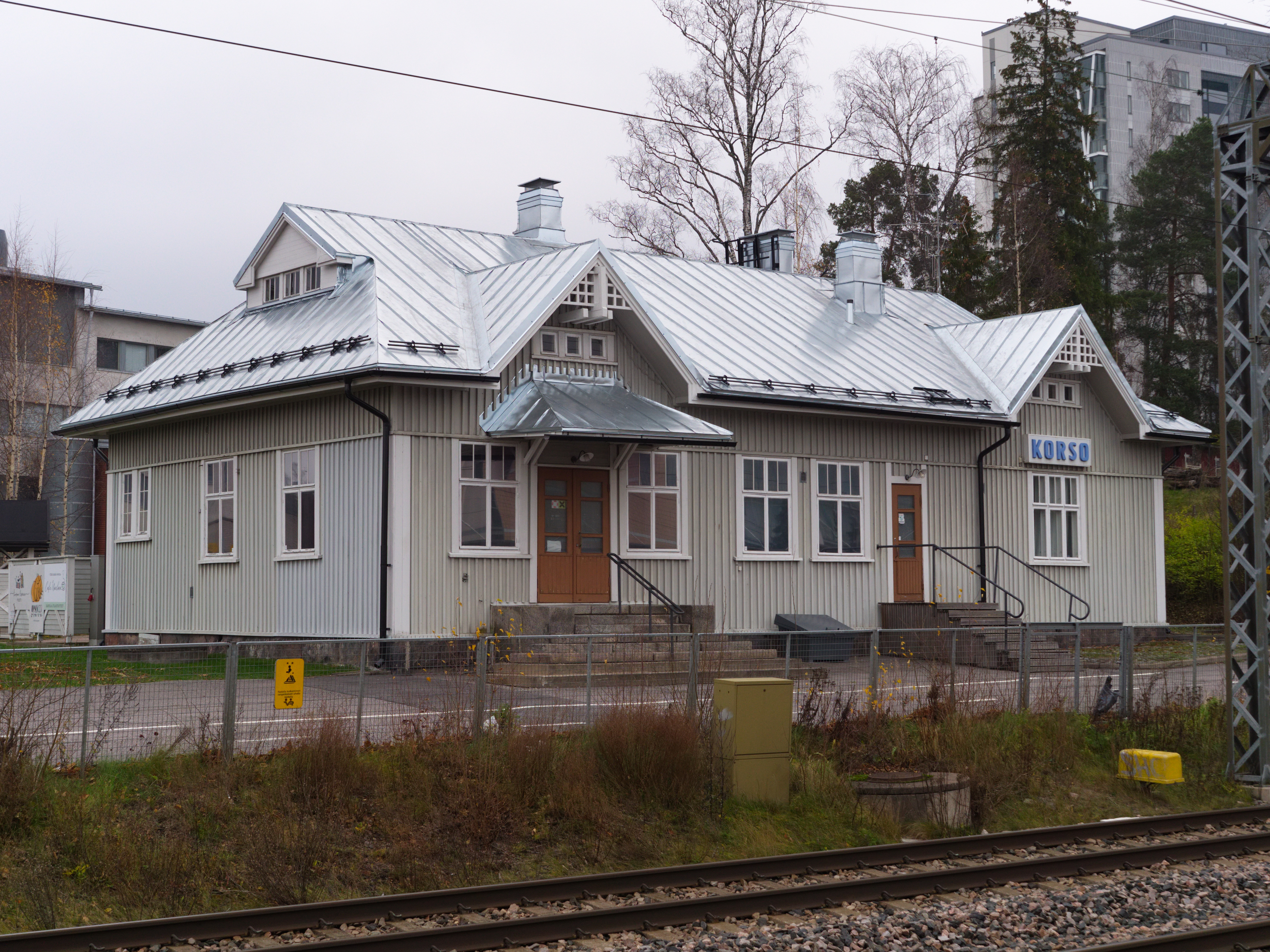
Gare de Korso.